# 迪爾瑪·羅塞夫
迪爾瑪·瓦娜·羅塞夫（巴西葡萄牙语發音：[ˈdʒiwmɐ ˈvɐ̃nɐ ʁuˈsɛf(i)]；1947年12月14日—），保加利亞裔巴西左翼政治人物，前游击队战士，現任新开发银行行长（第3任）。2011年—2016年出任巴西总统。也是巴西历史上第一位女性总统，南美洲第四位当选的女性总统。曾于2005年—2010年担任前总统卢拉的幕僚长。
罗塞夫在贝洛奥里藏特的一个中上层家庭长大。她年轻时成为了社会主义者，1964年军事政变后加入了反对军事独裁的左翼马克思主义城市游击队。1970年—1972年，罗塞夫被捕、遭受酷刑并入狱。

## 家庭背景

### 童年和家庭概況

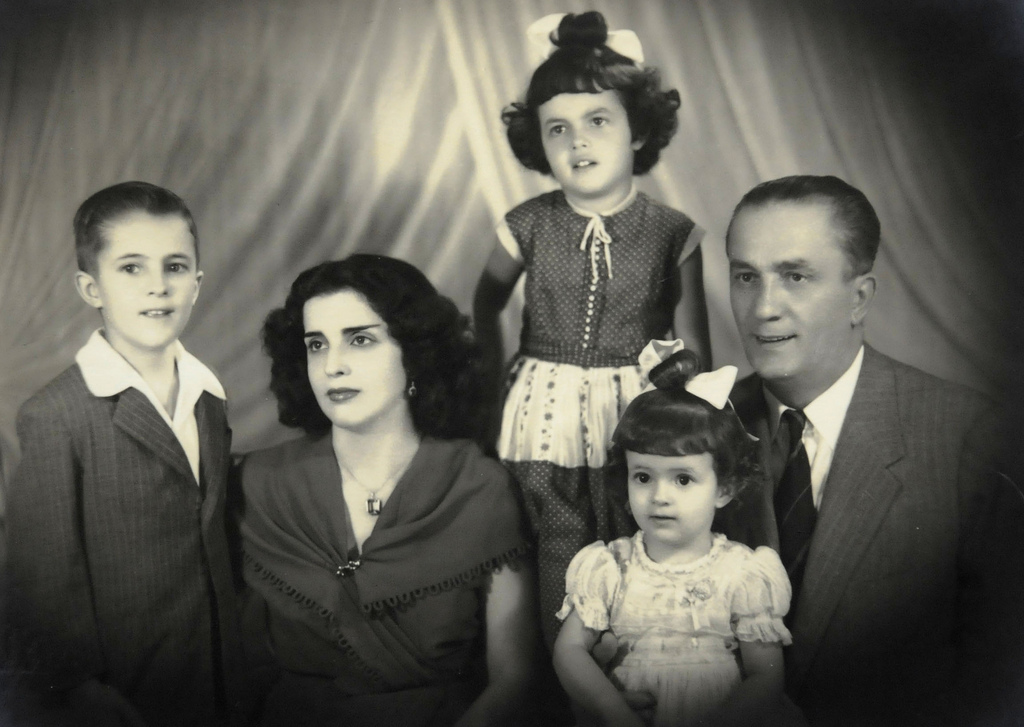
迪爾瑪·羅塞夫（中）與她的父母和兄弟姐妹。

迪爾瑪·瓦娜·羅塞夫 (Dilma Vana Rousseff) 於1947年12月14日出生於巴西東南部米納斯吉拉斯州貝洛奧里藏特，父親是保加利亞律師兼企業家佩德羅·羅塞夫（Petar Rusеv，1900–1962）, 和母親是教師 Dilma Jane da Silva（1924年6月26日 - 2019年7月13日）。她的父亲是保加利亚共产党的一名活跃成员，因遭受政治迫害而移居国外。

### 教育和早期政治意識

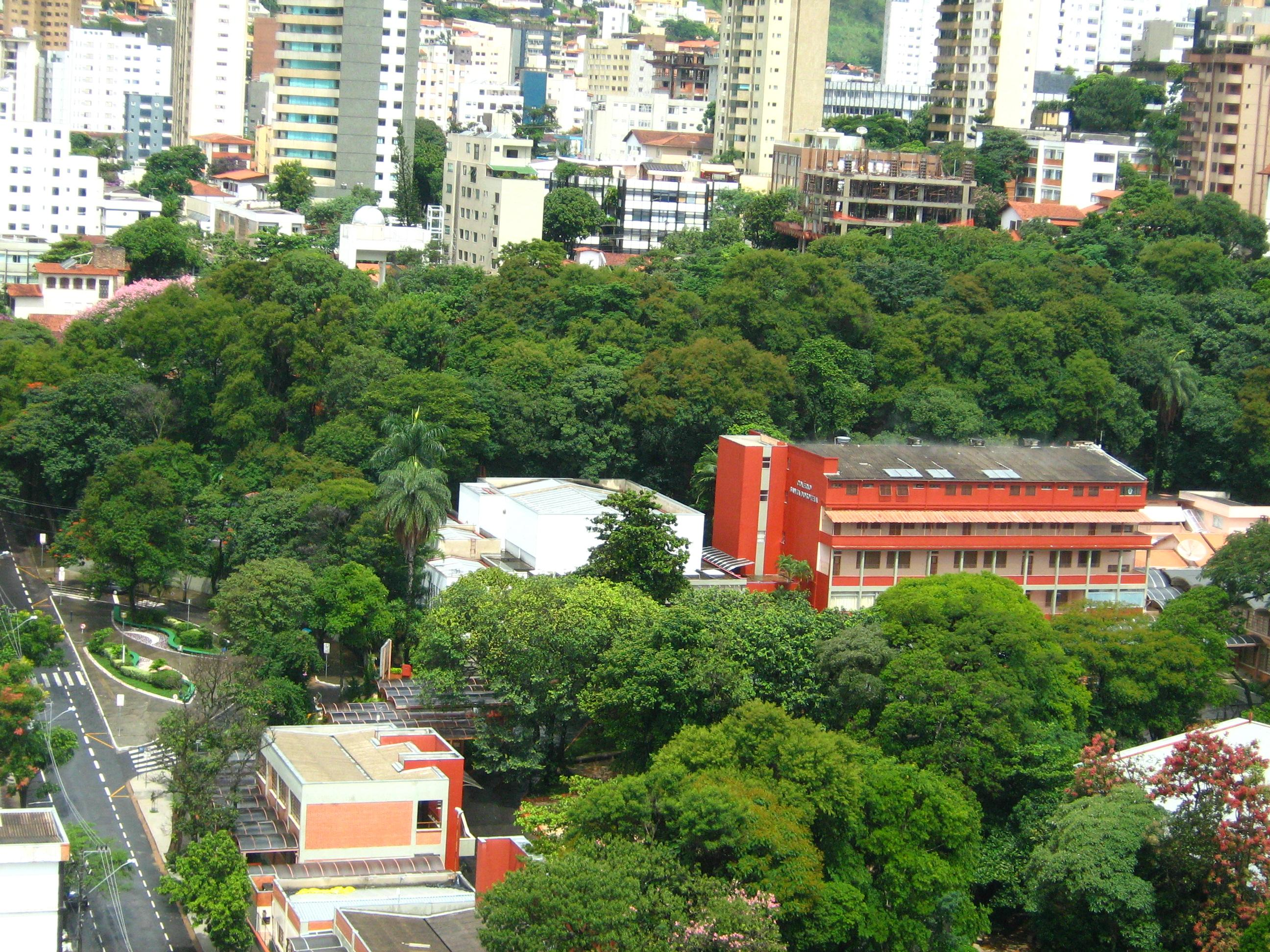
迪爾瑪就讀於貝洛奧里藏特的锡安圣母学校學校（今圣多罗特亚学校）。

羅塞夫在伊莎贝拉·亨德里克斯学校（Colégio Izabela Hendrix）就讀學前班，在锡安圣母学校（Colégio Nossa Senhora de Sion，今圣多罗特亚学校 (Colégio Santa Dorotéia)）就讀小學，這是一所由修女開辦的女子寄宿學校，主要用法語授課。她的父親於1962年去世，留下了大約15處房產。
1964年，羅塞夫離開了保守的锡安圣母学校，並加入了中央州立学校（Colégio Estadual Central，今米尔顿·坎波斯州长州立学校），這是一所男女混合的公立學校，學生們經常抗議1964年巴西政變後建立的獨裁統治。1967年，她加入了工人政治組織（Política Operária—POLOP），該組織成立於1961年，是巴西社會黨的一個分支機構。它的成員發現他們在方法上存在分歧； 一些人主張選舉制憲議會，而另一些人則主張武裝鬥爭。羅塞夫加入了第二個小組，成為民族解放司令部（Comando de Libertação Nacional - COLINA）。據1968年在高中向羅塞夫傳授馬克思主義的科利納領導人阿波羅·黑林格·利斯博阿說，她在閱讀了法國知識分子雷吉斯·德布雷的《革命中的革命》後選擇了武裝鬥爭，雷吉斯·德布雷移居古巴並成為菲德爾·卡斯特羅和切·格瓦拉的朋友。赫林格說，“這本書激怒了所有人，包括迪爾瑪”。
在那段時間裡，羅塞夫結識了比她大五歲的战友克勞迪奧·加萊諾·利尼亞雷斯 (Cláudio Galeno Linhares)。加萊諾於1962年加入工人政治組織 (POLOP)，曾在巴西陸軍服役，曾參加了反對軍事政變的水手起義，為此他在蛇岛被捕。交往一年後，他們於1968年在民事儀式上結婚。

## 從政生涯
1970年代，羅塞夫已經積極參政，更參加了反獨裁的左翼地下組織「馬克思主義游擊隊」而坐牢。1972年獲釋後於南里奧格蘭德州繼續從政，並協助成立民主工黨。
2000年羅塞夫離開民主工黨並加入巴西勞工黨，2002年獲總統盧拉委任為礦業及能源部部長，2005年擢升為總統府幕僚長（即總統辦公廳主任）。

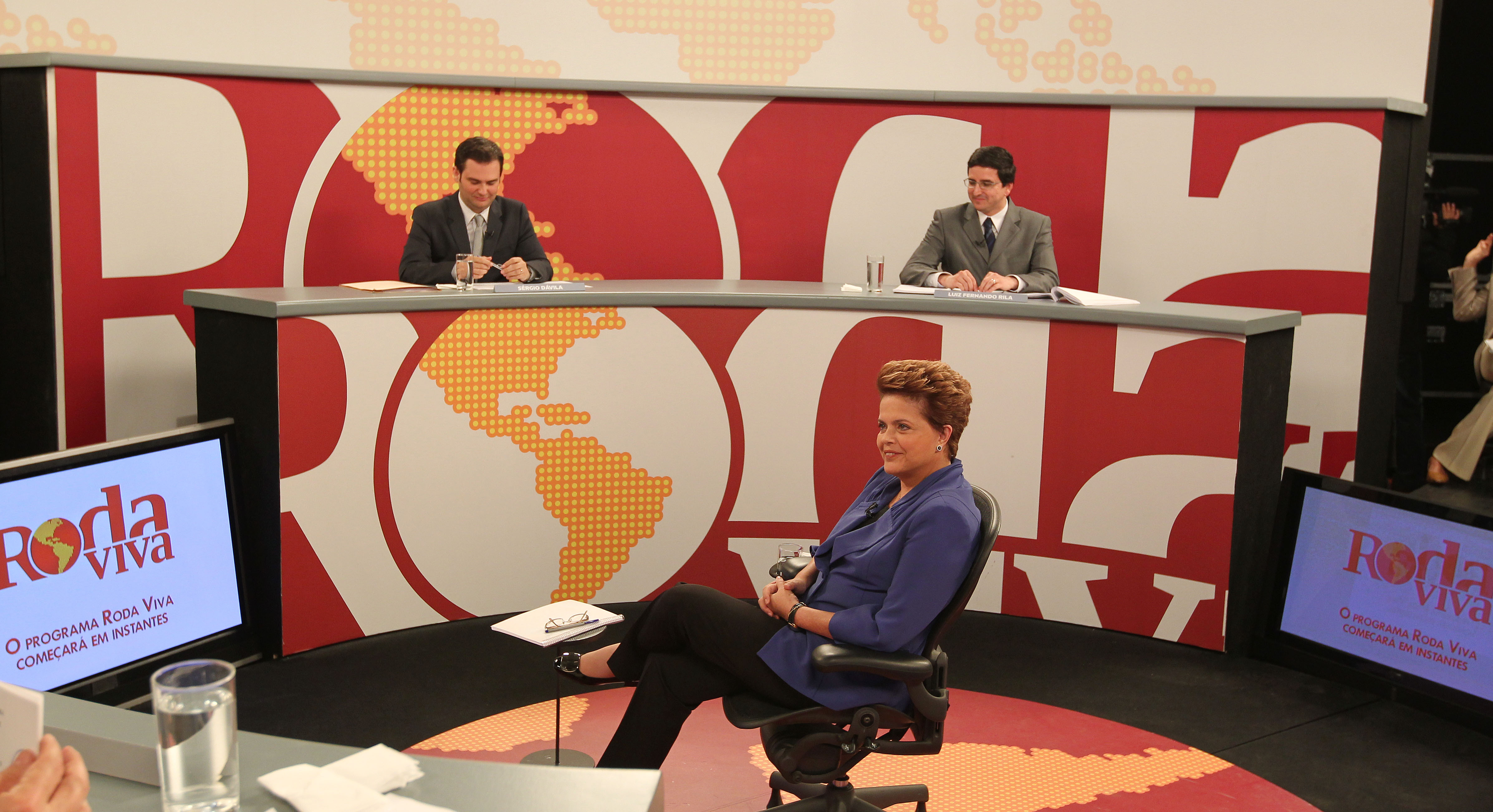
迪爾瑪·羅塞夫在聖保羅接受采訪時。

## 總統（2011-2016年）

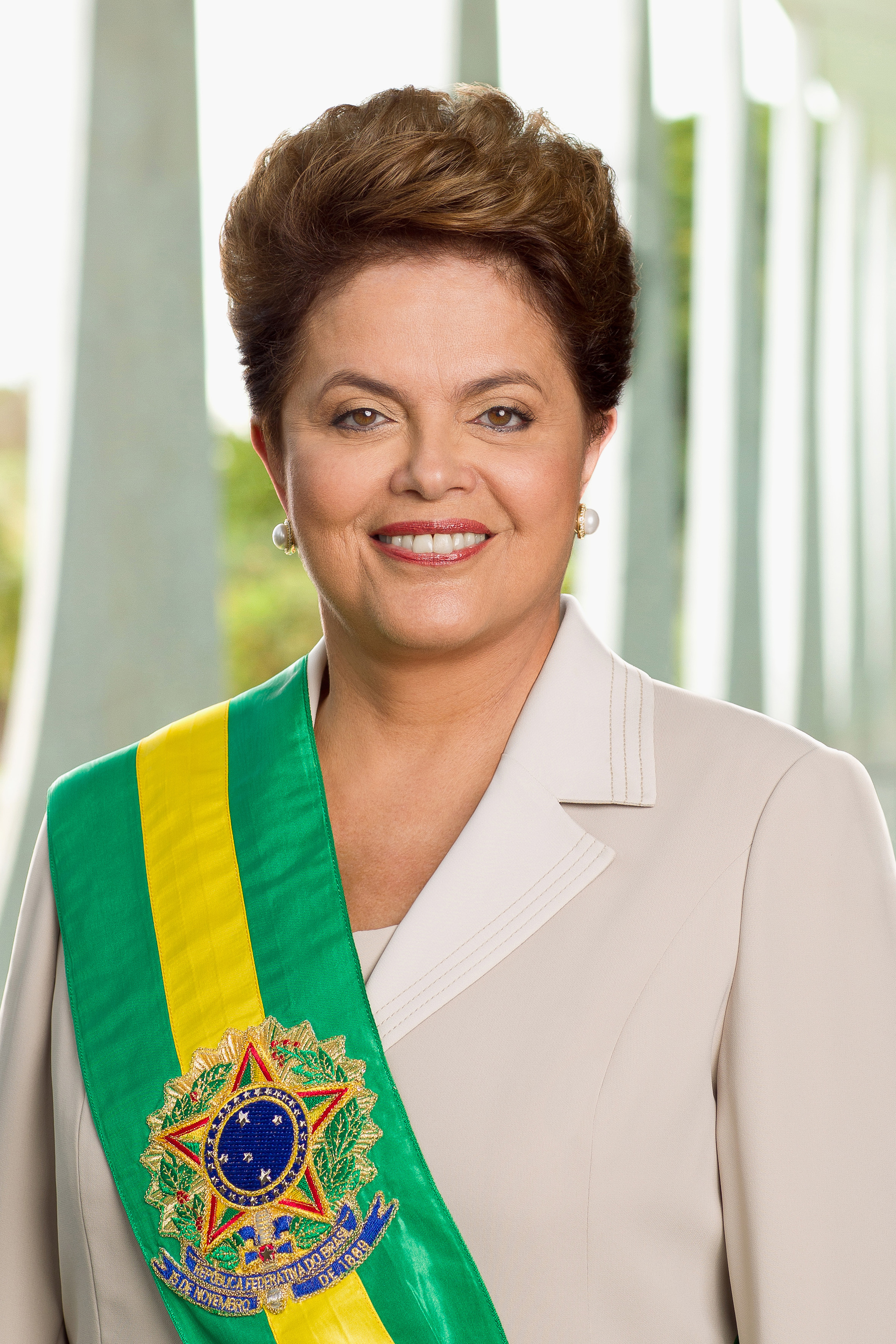
2011年晨曦宮官方肖像照

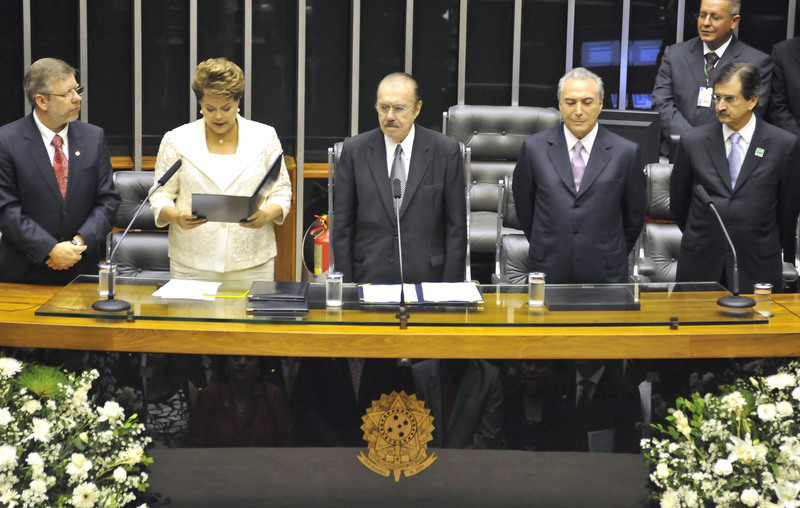
迪爾瑪·羅塞夫於2011年1月1日為巴西總統宣誓就職。

2010年3月羅塞夫辭去總統府幕僚長，參選巴西總統，由於她得到盧拉和中間偏左執政聯盟的支持，其民意支持一直高於其他八名候選人。2010年10月31日舉行的總統選舉，她在第二輪投票中擊敗中間偏右聯盟的巴西社會民主黨候選人席拉當選巴西總統，並成為巴西首位女總統。
自2013年6月17日开始，巴西主要城市爆发了大规模抗议示威游行，以抗议政府上调公共汽車票價格、反對政府在世界杯工程上的巨大開支、并要求打击贪污腐败和改善医疗、教育等社會福利。总统罗塞夫为此召开内阁紧急会议，并于6月21日发表了全国电视讲话，她表示将促成一次有各方参与的全国对话，就解决民众关注的公共交通、教育和醫療等各种问题达成一项广泛协议；她也承诺将严厉打击贪腐、使用好公共资金，还就世界杯场馆资金作出解释。
2014年巴西總統選舉，羅塞夫競選連任，于2014年10月5日成功進入第二輪投票，與社會民主黨候選人阿埃西奧·內維斯對決。第二轮投票结果於2014年10月26日晚揭晓，罗塞夫仅以3.2%的微弱优势击败阿埃西奥·内維斯，她定于2015年1月1日迎来第二个任期，任期4年。获得连任后，罗塞夫面临一系列棘手问题。第二个任期上任后不久，民調支持率降至一成。

### 弹劾
2016年4月17日晚，巴西众议院513名议员中，367名议员针对弹劾总统罗塞夫的議案投了赞成票，超過三分之二的議員數目，这意味着弹劾总统程序将继续，也成為世界上第一位遭彈劾的女總統，弹劾报告将递交给参议院做出最终表决，这一结果不可逆转。但当地时间5月9日，众议院代议长发布公告，决定取消弹劾罗塞夫的程序。
5月12日，巴西參議院大比數通過正式啟動彈劾羅塞夫的程序，羅塞夫即時停職半年，总统由副总统特梅尔代理。罗塞夫在被停职后拒绝出席里约奥运会开幕式。
2016年8月31日，巴西參議院以61票支持、20票反對，正式通過對總統迪爾瑪·羅塞夫的彈劾案，是自1992年第二位被彈劾下台的總統，總統一職由副總統米歇爾·特梅爾繼任。她也是世界上第一位被彈劾下台的女總統，距離世界上第二位被彈劾下台的韓國女總統朴槿惠的2017年3月10日只有不足一年時間。

## 總統任期後
2018年8月5日，在米納斯吉拉斯州舉行的工人黨大會正式確認羅塞夫為代表該州參加2018年選舉的參議院候選人。 她在選舉中名列第四，輸給了羅德里戈·帕切科和卡洛斯·維亞納。
羅塞夫是2019年紀錄片《民主的邊緣》的採訪對象。
2023年3月24日，羅塞夫當選金磚國家引領的新開發銀行第3任行長。2023年3月27日起正式接替馬科斯·特羅約上任。。
2024年9月13日，中华人民共和国政府决定授予罗塞夫友谊勋章，2024年9月29日颁授。

## 荣誉
- 斯塔拉山脉大十字勋章（俄语：Орден «Стара-планина»）（保加利亚，2011年10月5日颁授[24]）
- 天主教伊莎贝拉勋章（英语：Order of Isabella the Catholic）附颈饰（西班牙，2012年11月19日颁授[25]）
- 秘鲁太阳大十字勋章（秘鲁，2013年11月4日颁授[26]）
- 阿兹特克雄鹰勋章附颈饰（墨西哥，2015年5月26日颁授[27]）
- 博亚卡大颈饰勋章（英语：Order of Boyacá）（哥伦比亚，2015年10月9日颁授[28]）
- 友谊勋章（中国，2024年9月29日颁授）

## 外部連結
- 迪爾瑪·羅塞夫的Facebook專頁
- 迪爾瑪·羅塞夫的Instagram帳戶
- 迪爾瑪·羅塞夫的X（前Twitter）